# Benjamin Robert
Benjamin Robert (Toulouse, 4 de enero de 1998) es un deportista francés que compite en atletismo, especialista en las carreras de mediofondo. Ganó una medalla de plata en el Campeonato Europeo de Atletismo en Pista Cubierta de 2023, en la prueba de 800 m.

## Palmarés internacional
| Campeonato Europeo en Pista Cubierta | Campeonato Europeo en Pista Cubierta | Campeonato Europeo en Pista Cubierta | Campeonato Europeo en Pista Cubierta |
| Año                                  | Lugar                                | Medalla                              | Prueba                               |
| ------------------------------------ | ------------------------------------ | ------------------------------------ | ------------------------------------ |
| 2023                                 | Estambul (Turquía)                   | Medalla de plata                     | 800 m                                |